# Pimenta (Minas Gerais)
Pimenta es un municipio brasileño del estado de Minas Gerais. Se localiza a una latitud 20º29'02" sur y a una longitud 45º47'56" oeste, estando a una altitud de 776 metros. Su población estimada en 2004 era de 8.384 habitantes.
Posee un área de 416,264 km². 
Situada en los márgenes del lago de Furnas, es una ciudad turística. Su punto de turismo principal es la Estancia de Furnas, una posada visitada por personas de todo el Brasil.